# Вадим Пайрель
Вадим Пайрель (рум. Vadim Paireli, нар. 8 листопада 1995, Тирасполь) — молдовський футболіст, нападник вірменського клубу «Ноах».
Виступав, зокрема, за клуб «Шериф», а також молодіжну збірну Молдови.
Дворазовий чемпіон Молдови. Володар Кубка Молдови. Дворазовий володар Суперкубка Молдови.

## Клубна кар'єра
Народився 8 листопада 1995 року в місті Тирасполь. Вихованець футбольної школи клубу «Шериф». Дорослу футбольну кар'єру розпочав 2013 року в основній команді того ж клубу, в якій провів три сезони, взявши участь у 56 матчах чемпіонату. 
Згодом з 2016 по 2020 рік грав у складі команд «Дугопольє», «Петрокуб», «Сфинтул Георге», «Шериф» та «Динамо-Авто».
До складу клубу «Ноах» приєднався 2021 року. Станом на 13 липня 2021 року відіграв за єреванську команду 6 матчів в національному чемпіонаті.

## Виступи за збірні
У 2011 році дебютував у складі юнацької збірної Молдови (U-17), загалом на юнацькому рівні взяв участь у 8 іграх.
Протягом 2014–2016 років залучався до складу молодіжної збірної Молдови. На молодіжному рівні зіграв у 13 офіційних матчах, забив 1 гол.

## Титули і досягнення
- Чемпіон Молдови (2):

«Шериф»: 2013-2014, 2015-2016
- Володар Кубка Молдови (1):

«Шериф»: 2014-2015
- Володар Суперкубка Молдови (2):

«Шериф»: 2013, 2015